# 10055 Silcher
10055 Silcher este un asteroid din centura principală de asteroizi.

## Descriere
10055 Silcher este un asteroid din centura principală de asteroizi. A fost descoperit pe 22 decembrie 1987 la Tautenburg de Freimut Börngen. Asteroidul prezintă o orbită caracterizată de o semiaxă mare de 2,96 ua, o excentricitate de 0,06 și o înclinație de 0,5° în raport cu ecliptica.